# Оукдејл (Пенсилванија)
Оукдејл (енгл. Oakdale) град је у америчкој савезној држави Пенсилванија.

## Демографија
По попису из 2010. године број становника је 1.459, што је 92 (-5,9%) становника мање него 2000. године.
| Група             | 2000.         | 2010.         |
| Белци             | 1.512 (97,5%) | 1.403 (96,2%) |
| Афроамериканци    | 14 (0,9%)     | 23 (1,6%)     |
| Азијати           | 1 (0,1%)      | 5 (0,3%)      |
| Хиспаноамериканци | 11 (0,7%)     | 10 (0,7%)     |
| Укупно            | 1.551         | 1.459         |